# Sechium compositum
Sechium compositum är en gurkväxtart som först beskrevs av John Donnell Smith, och fick sitt nu gällande namn av Charles Jeffrey. Sechium compositum ingår i släktet Sechium och familjen gurkväxter. Inga underarter finns listade i Catalogue of Life.